# Baumgarten an der March
Baumgarten an der March (kroat. Pangort na Moravi) ist ein kleiner Ort und eine Katastralgemeinde der Gemeinde Weiden an der March in Niederösterreich mit 204 Einwohnern (Stand: 1. Jänner 2024).

## Geschichte
Im Jahr 1822 wurde der Ort als Dorf mit 50 Häusern genannt, das nach Oberweiden eingepfarrt war, dessen Kinder aber im Ort eingeschult wurden. Die Herrschaft Marchegg besaß die Ortsobrigkeit, übte die Landgerichtsbarkeit aus, besorgte die Konskription und hatte die Grundherrschaft inne. Laut Adressbuch von Österreich waren im Jahr 1938 in der Ortsgemeinde Baumgarten an der March ein Bäcker, ein Binder, ein Friseur, ein Gastwirt, zwei Gemischtwarenhändler, ein Sattler, ein Schneider, ein Schuster, ein Wagner und zahlreiche Landwirte ansässig. Zudem bestand im Ort ein Elektrizitätswerk der NEWAG.

## Bedeutung des Ortes in der Energiewirtschaft
Der Ort hat große Bedeutung für die europäische Energiewirtschaft, weil sich dort ein Erdgasverteilerzentrum befindet, das 1959 aus der Förderstation des Gasfeldes Zwerndorf entstand. 1968 erfolgte die erste Gaslieferung aus der Sowjetunion (Abzweig Transgas-Pipeline). Über die Jahrzehnte hat sich Baumgarten zu einer der bedeutendsten Drehscheiben für die europäische Erdgasversorgung entwickelt. Jährlich werden rund 40 Mrd. m³ Erdgas über den Knoten Baumgarten nach Österreich sowie nach West-, Süd- und Südosteuropa verteilt.
Auf einem 18 ha großen Areal befinden sich Verteilerstationen von Gas Connect Austria und der TAG GmbH, Betreiber der Trans Austria Gasleitung. Das Werk besteht aus Filterseparatoren, Gastrocknungsanlagen, mehreren Verdichtereinheiten (teilweise Elektroverdichter), Gaskühlern, Messstrecken und vielem mehr. Das hier ankommende Erdgas wird komprimiert und in die West-Austria-Gasleitung (WAG) und die Trans-Austria-Gasleitung (TAG) gepumpt. Ein Teil des Gases wird über die Hungaria-Austria-Gasleitung (HAG) auch nach Ungarn geleitet.
Außerdem befinden sich hier Gasreserven in den beiden Untergrundspeichern in Tallesbrunn und Schönkirchen, aus denen früher Gas gefördert wurde. Das importierte Gas wird in diese Speicher hineingepumpt und gelagert.
Weitere Untergrundspeicher befinden sich in Thann und Puchkirchen in Oberösterreich sowie in Haidach bei Straßwalchen an der Landesgrenze Salzburg/Oberösterreich. Die Speicher in Puchkirchen und Haidach werden von der Rohöl-Aufsuchungs AG (RAG) betrieben. Das gesamte Speichervolumen der österreichischen Untergrundspeicher deckte 2015/16 den österreichischen Jahresbedarf ab. Der Gasspeicher Haidach ist allerdings nur an das westdeutsche Pipeline-Netz angeschlossen; wenn er Österreich beliefern soll, muss das Erdgas zunächst über Deutschland fließen.
Während des Gasstreits zwischen der Ukraine und Russland zu Beginn des Jahres 2009, bei dem Russland alle Gaslieferungen einstellte, stand die Verdichterstation komplett still.
Am 12. Dezember 2017 kam es zu einer Explosion in der Gasverteilerstation der GCA, bei der ein Mensch starb und über 20 Personen – zum Teil schwer – verletzt wurden. Zum Unfall kam es bei der Inbetriebnahme eines Filterseparators zur Abtrennung von Wasser der 2016 in Kärnten abgebaut und 2017 in Baumgarten installiert worden war. Als er mit Erdgas unter Druck gesetzt wurde, löste sich sein Deckel und schlug den Deckel des gegenüberliegenden Separators ab, wodurch eine große Menge Gas austrat. Am Landesgericht Korneuburg startete im Dezember 2021 ein Prozess. Angeklagt waren zwölf Personen wegen fahrlässiger Herbeiführung einer Feuersbrunst, vier Firmen drohten Geldbußen nach dem Verbandsverantwortlichkeitsgesetz. Bei einer Verhandlung im Mai 2022 wurden vier Angeklagte nicht rechtskräftig zu bedingten Haftstrafen verurteilt, die anderen acht wurden freigesprochen. Für ein Unternehmen gab es eine bedingte Geldstrafe von 125.000 Euro, die anderen drei wurden freigesprochen.

## Bildergalerie

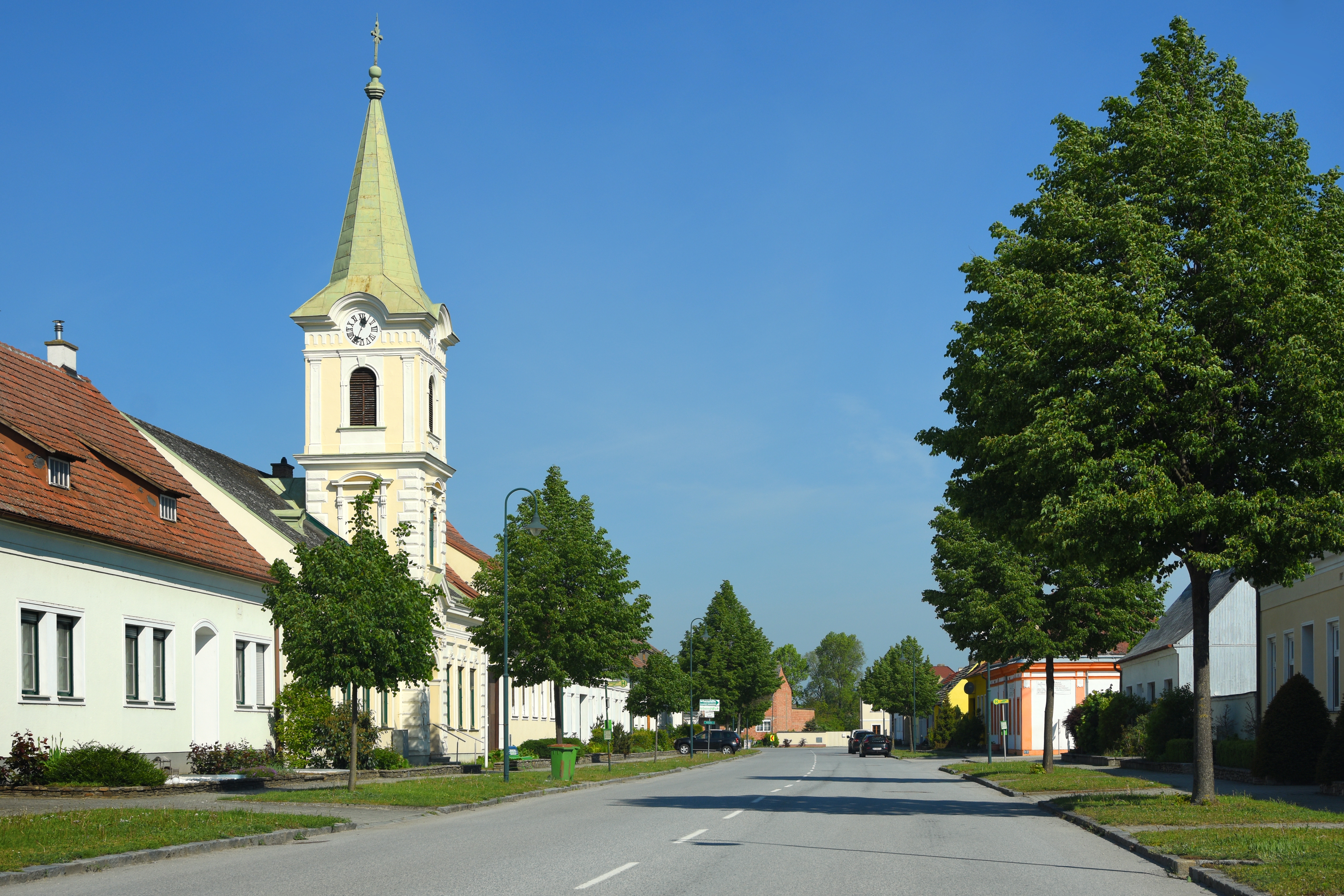
Ortsdurchfahrt von Baumgarten/March
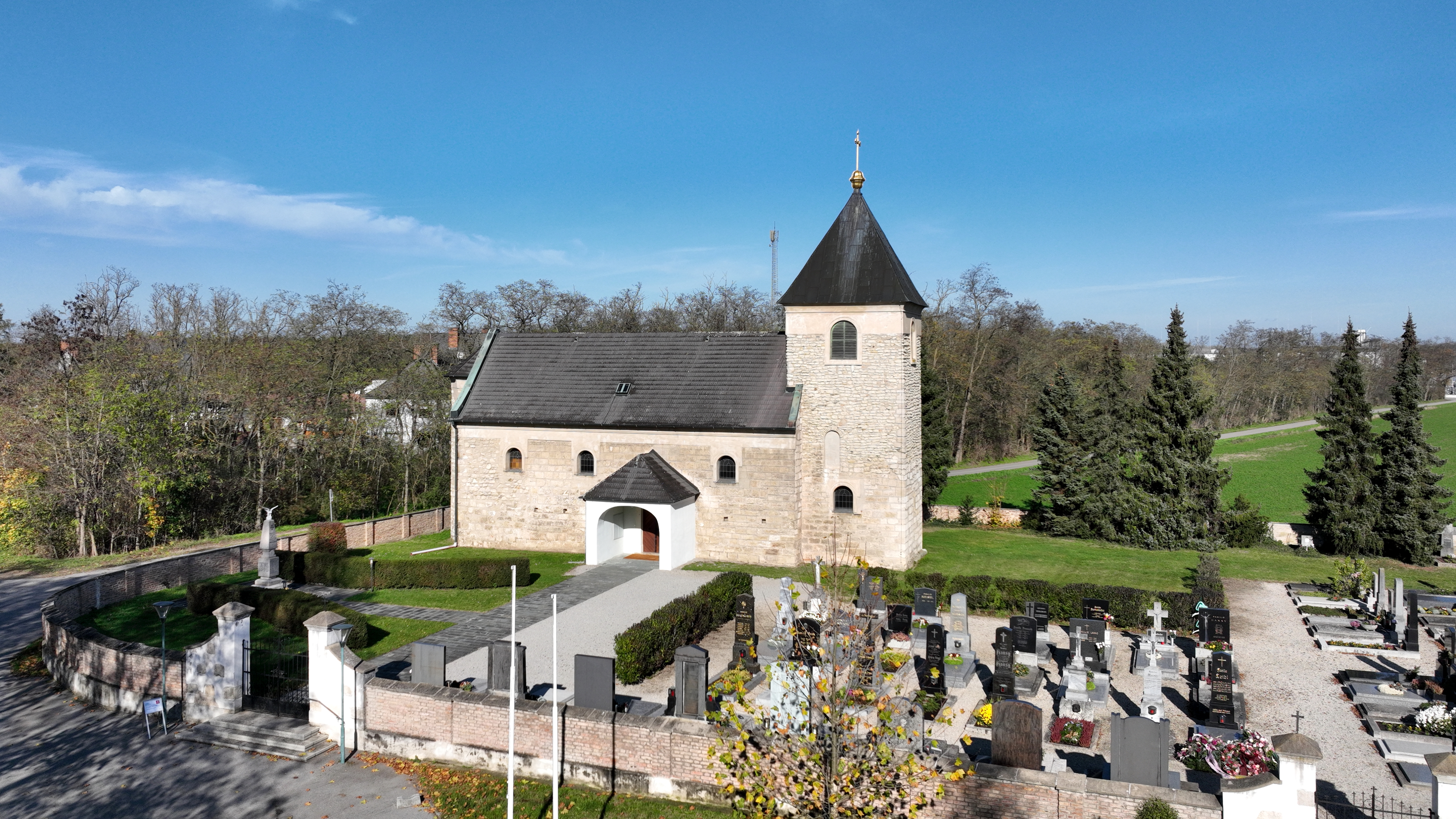
Filialkirche hl. Markus, die von einem Friedhof umgeben ist
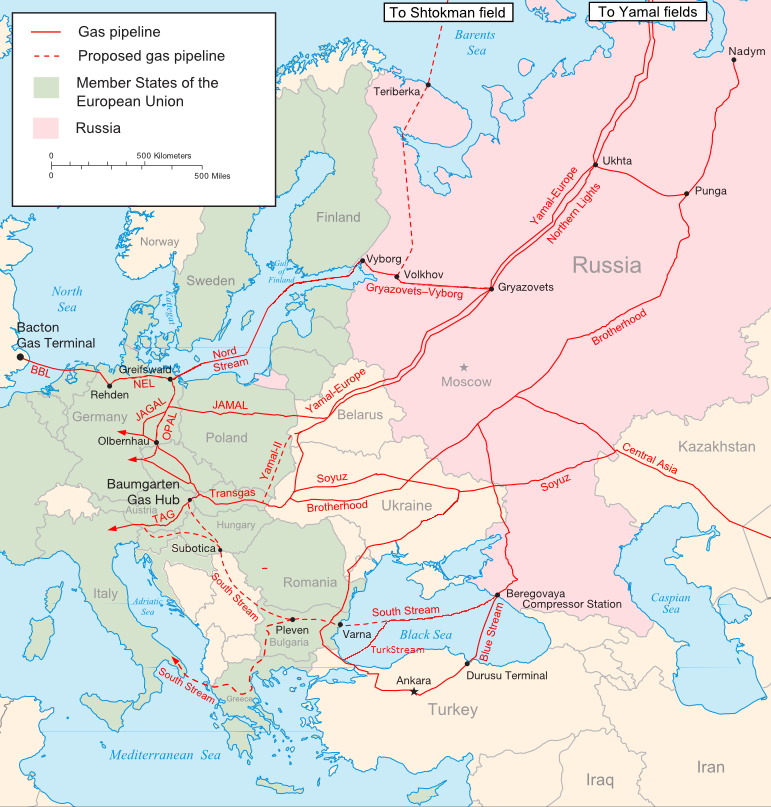
Baumgarten ist ein wichtiger Knotenpunkt im europäischen Erdgas-Pipelinenetz
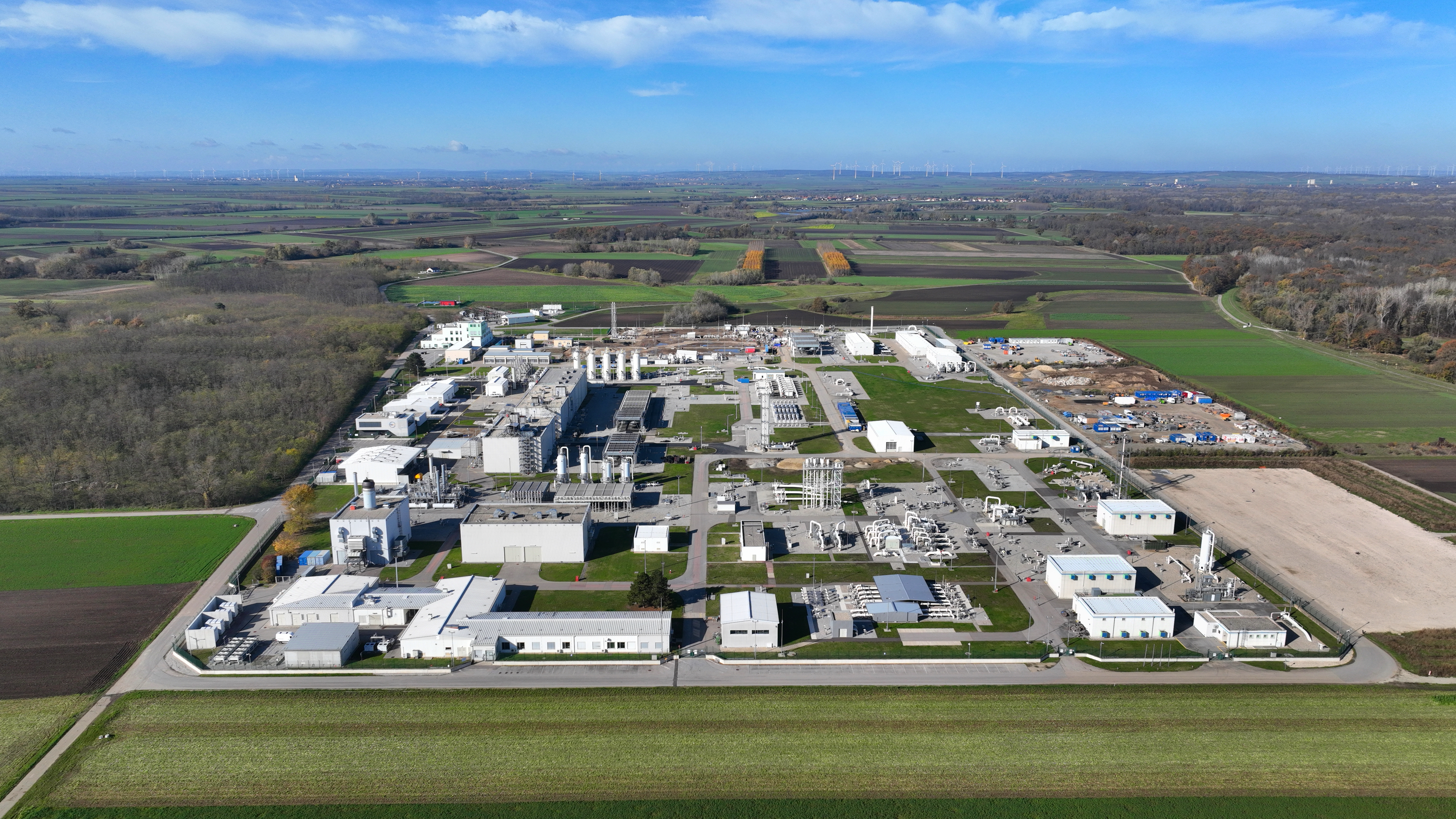
Gas-Verteilerstation Baumgarten, nördlich des Ortes

## Kultur und Sehenswürdigkeiten
- Katholische Filialkirche Baumgarten an der March hl. Markus
- Die ehemalige Schule hat einen markanten Turm, der einem Kirchturm ähnelt.